# جاك ميريس
جاك ميريس (بالفرنسية: Jacques Mairesse)‏ (27 فبراير 1905 - 15 يونيو 1940) لاعب كرة قدم فرنسي راحل كان يجيد اللعب في خط الدفاع.
لعب طوال مسيرته الرياضية في أندية سيت (؟؟؟؟-1932) النجم الأحمر (1932-1935) ستراسبورغ (1935-1940) ليون فيليوربان (1935-1936).
مثل منتخب فرنسا في 6 مباريات (1927-1934). شارك مع منتخب فرنسا في بطولة كأس العالم 1934 في إيطاليا حيث خرج من الدور الثمن النهائي.

## وصلات خارجية
- جاك ميريس على موقع الاتحاد الدولي (مؤرشف)  (الإنجليزية)
- جاك ميريس على موقع قاعدة بيانات كرة القدم.إي يو (الإنجليزية)
- جاك ميريس على موقع ناشيونال فوتبول تيمز (الإنجليزية)
- جاك ميريس على موقع أوليمبيديا (الإنجليزية)

- سيرة ذاتية